# Александар Щекич
Александар Щекич (серб. Александар Шћекић / Aleksandar Šćekić, нар. 12 грудня 1991, Беране) — чорногорський футболіст, півзахисник сербського клубу «Партизан».
Виступав, зокрема, за клуб «Партизан», а також національну збірну Чорногорії.

## Клубна кар'єра
Народився 12 грудня 1991 року в місті Беране. Вихованець футбольної школи клубу «Беране». Дорослу футбольну кар'єру розпочав 2009 року в основній команді того ж клубу, в якій провів один сезон, взявши участь у 24 матчах чемпіонату. 
Згодом з 2010 по 2018 рік грав у складі команд «Ловчен», «Беране», «Єдинство» (Бієло-Полє), «Бокель» та «Генчлербірлігі».
Своєю грою за останню команду привернув увагу представників тренерського штабу клубу «Партизан», до складу якого приєднався 2018 року. Відіграв за белградську команду наступні чотири сезони своєї ігрової кар'єри. Більшість часу, проведеного у складі «Партизана», був основним гравцем команди.
Протягом 2022—2023 років захищав кольори клубів «Заглемб'є» (Любін), «Аль-Фуджейра» та «Хапоель» (Хайфа).
До складу клубу «Партизан» приєднався 2023 року. Станом на 2 червня 2024 року відіграв за белградську команду 16 матчів в національному чемпіонаті.

## Виступи за збірні
У 2010 році дебютував у складі юнацької збірної Чорногорії (U-19), загалом на юнацькому рівні взяв участь у 6 іграх.
У 2016 році дебютував в офіційних матчах у складі національної збірної Чорногорії.
| Дата       | Місто         | Господарі            | Результат | Гості                | Турнір                               | Голи | Примітки  |
| ---------- | ------------- | -------------------- | --------- | -------------------- | ------------------------------------ | ---- | --------- |
| 24-3-2016  | Пірей         | Греція               | 2 – 1     | Чорногорія           | товариський матч                     | -    | 85'       |
| 29-5-2016  | Анталія       | Туреччина            | 1 – 0     | Чорногорія           | товариський матч                     | -    | 12' 83'   |
| 4-9-2016   | Клуж-Напока   | Румунія              | 1 – 1     | Чорногорія           | Відбір до ЧС 2018                    | -    |           |
| 8-10-2016  | Подгориця     | Чорногорія           | 5 – 0     | Казахстан            | Відбір до ЧС 2018                    | -    | 83'       |
| 11-10-2016 | Копенгаген    | Данія                | 0 – 1     | Чорногорія           | Відбір до ЧС 2018                    | -    |           |
| 11-11-2016 | Єреван        | Вірменія             | 3 – 2     | Чорногорія           | Відбір до ЧС 2018                    | -    |           |
| 26-3-2017  | Подгориця     | Чорногорія           | 1 – 2     | Польща               | Відбір до ЧС 2018                    | -    | 86'       |
| 10-6-2017  | Подгориця     | Чорногорія           | 4 – 1     | Вірменія             | Відбір до ЧС 2018                    | -    | 71'       |
| 8-10-2017  | Варшава       | Польща               | 4 – 2     | Чорногорія           | Відбір до ЧС 2018                    | -    |           |
| 27-3-2018  | Подгориця     | Чорногорія           | 2 – 2     | Туреччина            | товариський матч                     | -    |           |
| 7-9-2018   | Плоєшті       | Румунія              | 0 – 0     | Чорногорія           | Ліга націй УЄФА 2018-2019 - 1-й етап | -    | 74'       |
| 10-9-2018  | Подгориця     | Чорногорія           | 2 – 0     | Литва                | Ліга націй УЄФА 2018-2019 - 1-й етап | -    | 72'       |
| 11-10-2018 | Подгориця     | Чорногорія           | 0 – 2     | Сербія               | Ліга націй УЄФА 2018-2019 - 1-й етап | -    | 73'       |
| 14-10-2018 | Вільнюс       | Литва                | 1 – 4     | Чорногорія           | Ліга націй УЄФА 2018-2019 - 1-й етап | -    |           |
| 17-11-2018 | Белград       | Сербія               | 2 – 1     | Чорногорія           | Ліга націй УЄФА 2018-2019 - 1-й етап | -    | 46'       |
| 7-6-2019   | Подгориця     | Чорногорія           | 1 – 1     | Косово               | Відбір до ЧЄ 2020                    | -    | 59'       |
| 14-10-2019 | Приштина      | Косово               | 2 – 0     | Чорногорія           | Відбір до ЧЄ 2020                    | -    | 16'       |
| 5-9-2020   | Строволос     | Кіпр                 | 0 – 2     | Чорногорія           | Ліга націй УЄФА 2020-2021 - 1-й етап | -    | 75' 90+2' |
| 7-10-2020  | Подгориця     | Чорногорія           | 1 – 1     | Латвія               | товариський матч                     | -    |           |
| 13-10-2020 | Подгориця     | Чорногорія           | 1 – 2     | Люксембург           | Ліга націй УЄФА 2020-2021 - 1-й етап | -    | 78'       |
| 14-11-2020 | Баку          | Азербайджан          | 0 – 0     | Чорногорія           | Ліга націй УЄФА 2020-2021 - 1-й етап | -    | 81'       |
| 17-11-2020 | Подгориця     | Чорногорія           | 4 – 0     | Кіпр                 | Ліга націй УЄФА 2020-2021 - 1-й етап | -    | 72'       |
| 24-3-2021  | Рига          | Латвія               | 1 – 2     | Чорногорія           | Відбір до ЧС 2022                    | -    |           |
| 30-3-2021  | Подгориця     | Чорногорія           | 0 – 1     | Норвегія             | Відбір до ЧС 2022                    | -    |           |
| 1-9-2021   | Стамбул       | Туреччина            | 2 – 2     | Чорногорія           | Відбір до ЧС 2022                    | -    |           |
| 4-9-2021   | Ейндговен     | Нідерланди           | 4 – 0     | Чорногорія           | Відбір до ЧС 2022                    | -    | 77'       |
| 7-9-2021   | Подгориця     | Чорногорія           | 0 – 0     | Латвія               | Відбір до ЧС 2022                    | -    | 72'       |
| 8-10-2021  | Гібралтар     | Гібралтар            | 0 – 3     | Чорногорія           | Відбір до ЧС 2022                    | -    | 51'       |
| 11-10-2021 | Осло          | Норвегія             | 2 – 0     | Чорногорія           | Відбір до ЧС 2022                    | -    | 76'       |
| 4-6-2022   | Подгориця     | Чорногорія           | 2 – 0     | Румунія              | Ліга націй УЄФА 2022-2023 - 1-й етап | -    | 79'       |
| 7-6-2022   | Гельсінкі     | Фінляндія            | 2 – 0     | Чорногорія           | Ліга націй УЄФА 2022-2023 - 1-й етап | -    |           |
| 11-6-2022  | Подгориця     | Чорногорія           | 1 – 1     | Боснія і Герцеговина | Ліга націй УЄФА 2022-2023 - 1-й етап | -    | 79'       |
| 14-6-2022  | Бухарест      | Румунія              | 0 – 3     | Чорногорія           | Ліга націй УЄФА 2022-2023 - 1-й етап | -    | 74'       |
| 23-9-2022  | Зениця        | Боснія і Герцеговина | 1 – 0     | Чорногорія           | Ліга націй УЄФА 2022-2023 - 1-й етап | -    | 70'       |
| 26-9-2022  | Подгориця     | Чорногорія           | 0 – 2     | Фінляндія            | Ліга націй УЄФА 2022-2023 - 1-й етап | -    | 33'       |
| 20-11-2022 | Любляна       | Словенія             | 1 – 0     | Чорногорія           | товариський матч                     | -    | 59' 73'   |
| 24-3-2023  | Софія (місто) | Болгарія             | 0 – 1     | Чорногорія           | Відбір до ЧЄ 2024                    | -    |           |
| 27-3-2023  | Подгориця     | Чорногорія           | 0 – 2     | Сербія               | Відбір до ЧЄ 2024                    | -    | 76'       |
| 17-6-2023  | Подгориця     | Чорногорія           | 0 – 0     | Угорщина             | Відбір до ЧЄ 2024                    | -    | 61'       |
| 7-9-2023   | Каунас        | Литва                | 2 – 2     | Чорногорія           | Відбір до ЧЄ 2024                    | -    | 53'       |
| Усього     |               | Матчів               | 40        |                      | Голів                                | 0    |           |